# Comuna Andriașivka, Romnî
Andriașivka (în ucraineană Андріяшівка) este o comună în raionul Romnî, regiunea Sumî, Ucraina, formată din satele Andriașivka (reședința), Hudîmî, Luțenkove, Melnîkî și Novîțke.

## Demografie
Componența lingvistică a comunei Andriașivka
     Ucraineană (97,97%)
     Rusă (2%)
     Alte limbi (0,03%)
Conform recensământului din 2001, majoritatea populației comunei Andriașivka era vorbitoare de ucraineană (97,97%), existând în minoritate și vorbitori de rusă (2%).